# Le Gallet
Le Gallet település Franciaországban, Oise megyében. Lakosainak száma 158 fő (2022. január 1.). Le Gallet Catheux, Crèvecœur-le-Grand, Le Saulchoy és Viefvillers községekkel határos.

## Népesség
A település népességének változása:
| Lakosok száma | 169  | 172  | 178  | 173  | 175  | 177  | 170  | 164  | 158  |
|               | 2013 | 2015 | 2016 | 2017 | 2018 | 2019 | 2020 | 2021 | 2022 |